# Neolimnophila picturata
Neolimnophila picturata là một loài ruồi trong họ Limoniidae. Chúng phân bố ở miền Cổ bắc.